# Série mondiale 2006

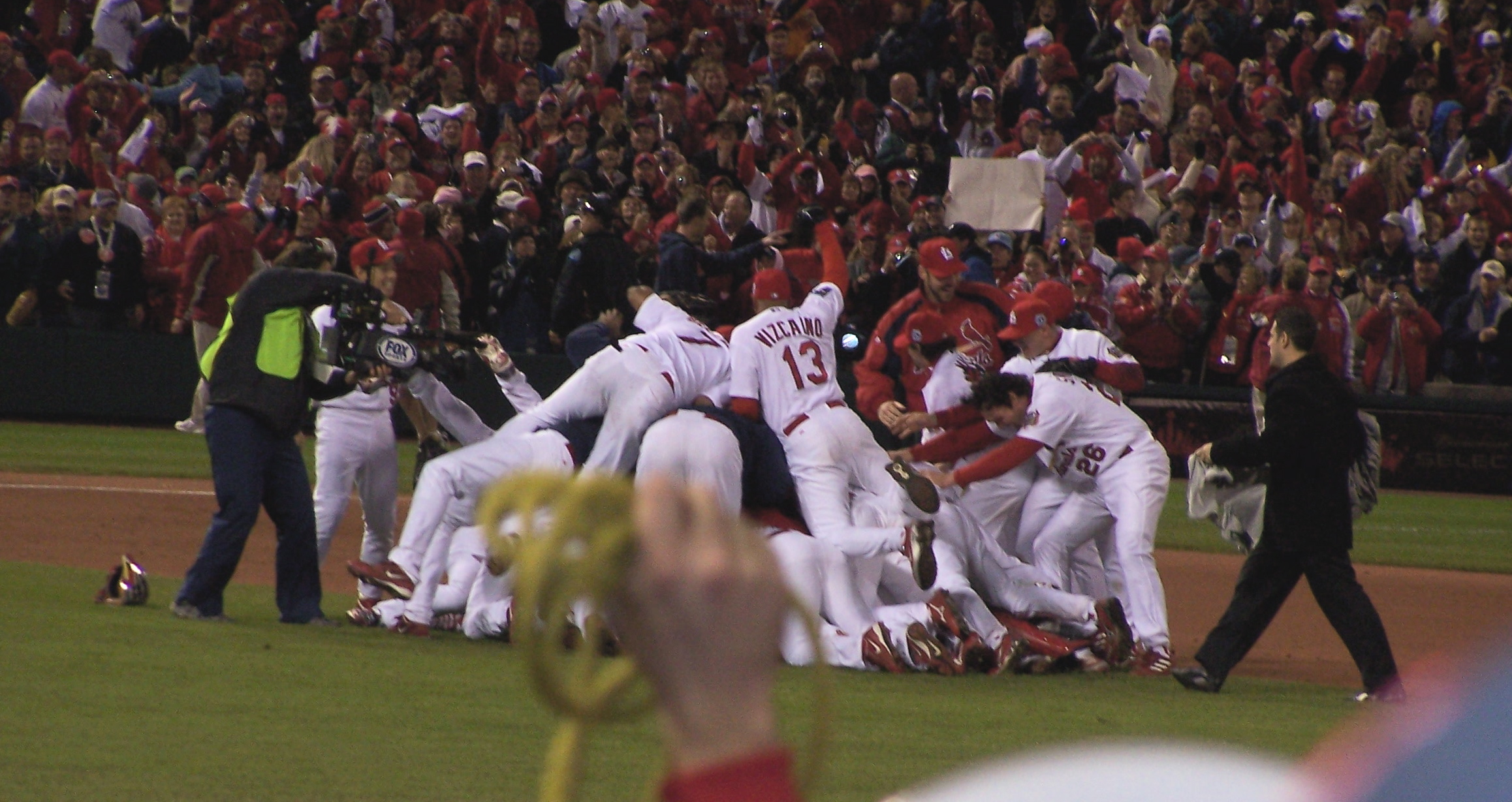
Les Cardinals de Saint-Louis remportent la Série mondiale 2006.

La Série mondiale 2006 est la 102e finale annuelle des Ligues majeures de baseball opposant les champions de la Ligue américaine et de la Ligue nationale. 
Cette série 4 de 7 débute le 21 octobre 2006 et se termine le 27 octobre 2006 par la victoire des Cardinals de Saint-Louis, quatre victoires à une sur les Tigers de Detroit.
Avec seulement 83 victoires, contre 78 défaites, les Cards sont devenus les champions du monde ayant remporté le moins de matchs de la saison régulière.
Cette Série mondiale fut la troisième à opposer ces deux clubs, Saint-Louis l'ayant emporté en 1934 et Détroit en 1968, chaque finale atteignant la limite de sept parties.

## Séries éliminatoires 2006
|  | Séries de divisions | Séries de divisions      | Séries de divisions      |                          |                    | Séries de championnat | Séries de championnat | Séries de championnat |  |  | Série mondiale | Série mondiale    | Série mondiale |
|  |                     |                          |                          |                          |                    |                       |                       |                       |  |  |                |                   |                |
|  | 1                   | Yankees de New York      | 1                        |                          |                    |                       |                       |                       |  |  |                |                   |                |
|  | 4                   | Tigers de Detroit        | 3                        |                          |                    |                       |                       |                       |  |  |                |                   |                |
|  | 4                   | Tigers de Detroit        | 3                        |                          | 4                  | Tigers de Detroit     | 4                     |                       |  |  |                |                   |                |
|  | Ligue américaine    |                          |                          |                          | 4                  | Tigers de Detroit     | 4                     |                       |  |  |                |                   |                |
|  |                     | 3                        | Athletics d'Oakland      | 0                        |                    |                       |                       |                       |  |  |                |                   |                |
|  | 2                   | 3                        | Athletics d'Oakland      | 0                        | Twins du Minnesota | 0                     |                       |                       |  |  |                |                   |                |
|  | 2                   |                          |                          |                          | Twins du Minnesota | 0                     |                       |                       |  |  |                |                   |                |
|  | 3                   | Athletics d'Oakland      | 3                        |                          |                    |                       |                       |                       |  |  |                |                   |                |
|  |                     |                          |                          |                          |                    |                       |                       |                       |  |  | AL4            | Tigers de Detroit | 1              |
|  |                     |                          | NL3                      | Cardinals de Saint-Louis | 4                  |                       |                       |                       |  |  |                |                   |                |
|  | 1                   | Mets de New York         | 3                        |                          |                    |                       |                       |                       |  |  |                |                   |                |
|  | 4                   | Dodgers de Los Angeles   | 0                        |                          |                    |                       |                       |                       |  |  |                |                   |                |
|  | 4                   | Dodgers de Los Angeles   | 0                        |                          |                    | Mets de New York      | 3                     |                       |  |  |                |                   |                |
|  | Ligue nationale     |                          |                          |                          |                    | Mets de New York      | 3                     |                       |  |  |                |                   |                |
|  |                     |                          | Cardinals de Saint-Louis | 4                        |                    |                       |                       |                       |  |  |                |                   |                |
|  | 2                   | Padres de San Diego      | Cardinals de Saint-Louis | 4                        | 1                  |                       |                       |                       |  |  |                |                   |                |
|  | 2                   | Padres de San Diego      |                          |                          | 1                  |                       |                       |                       |  |  |                |                   |                |
|  | 3                   | Cardinals de Saint-Louis | 3                        |                          |                    |                       |                       |                       |  |  |                |                   |                |

## Équipes en présence

### Saint-Louis
Terminant une partie et demie devant les Astros de Houston, les Cardinals de Saint-Louis ont fini au premier rang de la section Centrale de la Ligue nationale avec la seconde moins bonne fiche (83-78) de l'histoire pour un champion de division. En séries éliminatoires, les Cards éliminèrent d'abord les Padres de San Diego, champions dans la section Ouest avec un dossier de 88-74, trois parties à une. En Série de championnat de la Ligue nationale, ils eurent besoin du maximum de sept parties pour triompher des Mets de New York, champions dans l'Est avec 97 gains et 65 revers en saison régulière. 
La franchise de Saint-Louis accédait à la Série mondiale pour la 17e fois, une seconde fois en trois ans. Ils allaient remporter une 10e série finale, la première depuis 1982.

### Detroit
Les Tigers de Détroit (96-67) se qualifièrent pour les éliminatoires en tant que meilleurs deuxièmes, terminant un match derrière les Twins du Minnesota dans le section Centrale de la Ligue américaine. Ils l'emportèrent trois parties à une sur les champions de l'Est, les Yankees de New York (97-65), en Série de division, puis balayèrent en quatre parties consécutives les champions de la division Ouest, les Athletics d'Oakland (93-69), en Série de championnat.
Titrés quatre fois, les Tigers accédaient à une 10e Série mondiale, leur première depuis leur victoire de 1984.

## Déroulement de la série

### Calendrier des rencontres

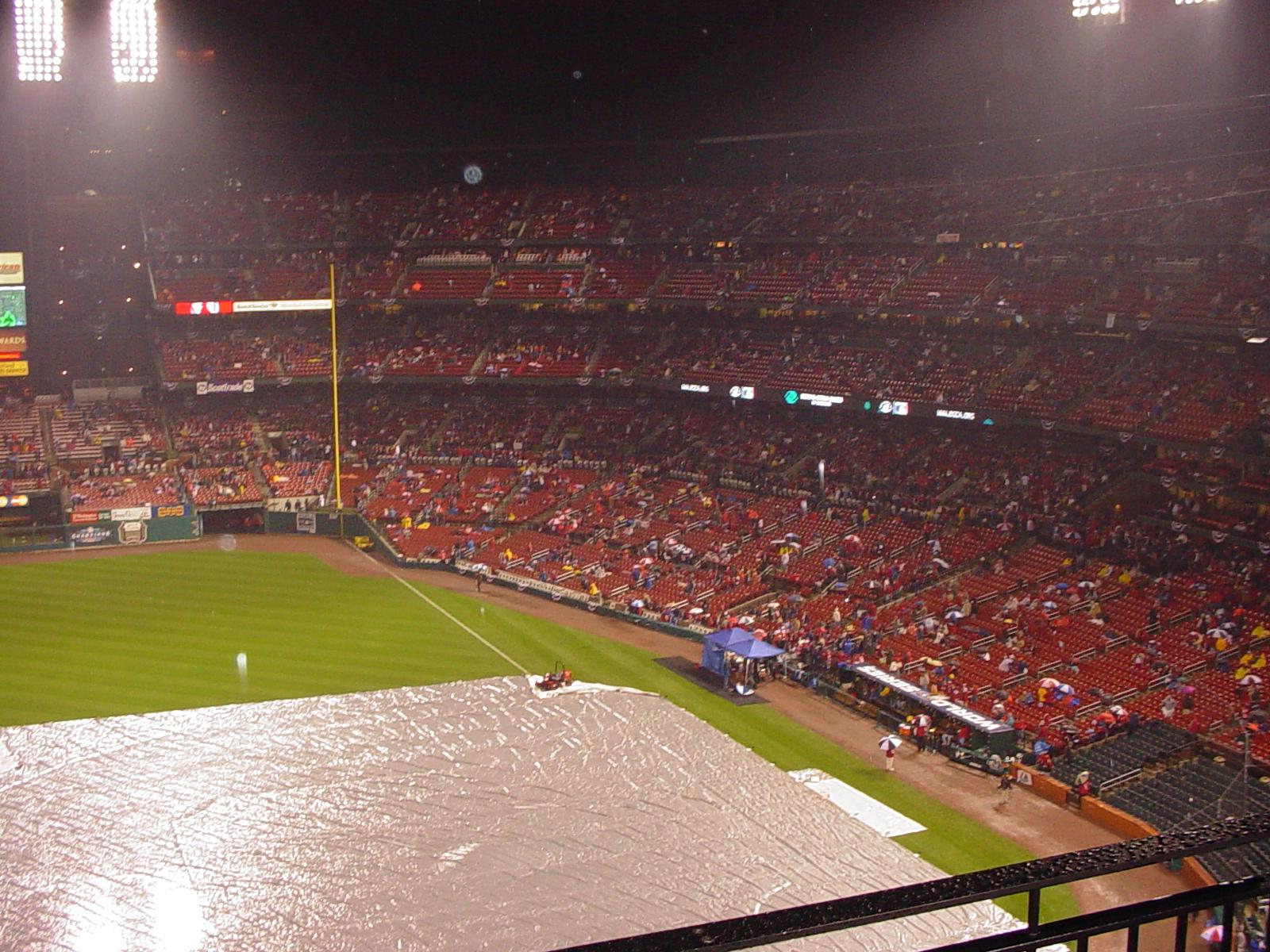
Le match prévu le 25 octobre à Saint-Louis a été remis au lendemain en raison de la pluie.

| 1                   | 21 octobre | St. Louis | 7 | Détroit   | 2 | 42 479 |
| 2                   | 22 octobre | St. Louis | 1 | Détroit   | 3 | 42 533 |
| 3                   | 24 octobre | Détroit   | 0 | St. Louis | 5 | 46 513 |
| 4                   | 26 octobre | Détroit   | 4 | St. Louis | 5 | 46 470 |
| 5                   | 27 octobre | Détroit   | 2 | St. Louis | 4 | 46 638 |
| St. Louis gagne 4-1 |            |           |   |           |   |        |

### Match 1
Samedi 21 octobre 2006 au Comerica Park, Détroit, Michigan.
| Cardinals de Saint-Louis | 0 | 1 | 3 | 0 | 0 | 3 | 0 | 0 | 0 | 7 | 8 | 2 |
| Tigers de Detroit | 1 | 0 | 0 | 0 | 0 | 0 | 0 | 0 | 1 | 2 | 4 | 3 |
| Lanceurs partants : STL : Anthony Reyes DET : Justin Verlander Vic. : Anthony Reyes (1-0) Déf. : Justin Verlander (0-1) HRs : STL : Scott Rolen (1), Albert Pujols (1) DET : Craig Monroe (1) |   |   |   |   |   |   |   |   |   |   |   |   |

### Match 2
Dimanche 22 octobre 2006 au Comerica Park, Détroit, Michigan.
| Cardinals de Saint-Louis | 0 | 0 | 0 | 0 | 0 | 0 | 0 | 0 | 1 | 1 | 4  | 1 |
| Tigers de Detroit | 2 | 0 | 0 | 0 | 1 | 0 | 0 | 0 | X | 3 | 10 | 1 |
| Lanceurs partants : STL : Jeff Weaver DET : Kenny Rogers Vic. : Kenny Rogers (1-0) Déf. : Jeff Weaver (0-1) Sauv. : Todd Jones (1) HRs: DET : Craig Monroe (2) |   |   |   |   |   |   |   |   |   |   |    |   |

### Match 3
Mardi 24 octobre 2006 au Busch Stadium, Saint Louis, Missouri.
| Tigers de Detroit | 0 | 0 | 0 | 0 | 0 | 0 | 0 | 0 | 0 | 0 | 3 | 1 |
| Cardinals de Saint-Louis                                                                                                | 2 | 0 | 0 | 0 | 1 | 0 | 0 | 0 | X | 5 | 7 | 0 |
| Lanceurs partants : DET : Nate Robertson STL : Chris Carpenter Vic. : Chris Carpenter (1-0) Déf. : Nate Robertson (0-1) |   |   |   |   |   |   |   |   |   |   |   |   |

### Match 4
Jeudi 26 octobre 2006 au Busch Stadium, Saint Louis, Missouri.
| Tigers de Detroit | 0 | 1 | 2 | 0 | 0 | 0 | 0 | 1 | 0 | 4 | 10 | 1 |
| Cardinals de Saint-Louis | 0 | 0 | 1 | 1 | 0 | 0 | 2 | 1 | X | 5 | 9  | 0 |
| Lanceurs partants : DET : Jeremy Bonderman STL : Jeff Suppan Vic. : Adam Wainwright (1-0) Déf. : Joel Zumaya (0-1) HRs : DET : Sean Casey (1) |   |   |   |   |   |   |   |   |   |   |    |   |

### Match 5
Vendredi 27 octobre 2006 au Busch Stadium, Saint Louis, Missouri.
| Tigers de Detroit | 0 | 0 | 0 | 2 | 0 | 0 | 0 | 0 | 0 | 2 | 5 | 2 |
| Cardinals de Saint-Louis | 0 | 1 | 0 | 2 | 0 | 0 | 1 | 0 | X | 4 | 8 | 1 |
| Lanceurs partants : DET : Justin Verlander STL : Jeff Weaver Vic. : Jeff Weaver (1-1) Déf. : Justin Verlander (0-2) HRs : DET : Sean Casey (2) |   |   |   |   |   |   |   |   |   |   |   |   |

## Faits notables
- Interprètes de l'hymne national : 
  - Match 1 : Bob Seger (chanta America the Beautiful) ;
  - Match 2 : Anita Baker ;
  - Match 3 : Trace Adkins ;
  - Match 4 : Nikko Smith (fils de l'ancien arrêt-court des Cardinals Ozzie Smith) ;
  - Match 5 : Billy Ray Cyrus.

- Premiers lancers honorifiques :
  - Match 1 : Al Kaline et Willie Horton ;
  - Match 2 : Sparky Anderson ;
  - Match 3 : Ozzie Smith ;
  - Match 4 : Lou Brock ;
  - Match 5 : Stan Musial.

- Le record pour le moins bon dossier victoires-défaites en saison régulière par un champion de la Série mondiale était détenu, avant octobre 2006, par les Twins du Minnesota, vainqueurs de la Série mondiale 1987 sur Saint-Louis après une saison de 85-77.

- Le manager des Cards, Tony LaRussa, devint le second manager de l'histoire à remporter les Séries mondiales avec deux équipes différentes, ayant préalablement mené les A's d'Oakland jusqu'aux grands honneurs en 1989. Le premier à accomplir l'exploit avait été Sparky Anderson, avec les Reds de Cincinnati de 1975 et 1976, puis les Tigers de Détroit de 1984.

- Les Cardinals devinrent la 5e formation, et la première en 83 ans, à remporter le titre mondial l'année de l'inauguration de leur nouveau stade. Les équipes ayant précédemment accompli l'exploit sont les Pirates de Pittsburgh de 1903 (Forbes Field), les Red Sox de Boston de 1912 (Fenway Park) et les Yankees de New York de 1923 (Yankee Stadium)[1].

- La Série mondiale 2006 était seulement la 5e de l'histoire à opposer deux franchises n'ayant jamais changé de ville depuis le début du XXe siècle, soit depuis la création de la Ligue américaine.